# Deutsche Gesellschaft für Publizistik- und Kommunikationswissenschaft
Die Deutsche Gesellschaft für Publizistik- und Kommunikationswissenschaft (DGPuK) ist eine wissenschaftliche Fachgesellschaft für Publizistikwissenschaft und Kommunikationswissenschaft in Deutschland. Die DGPuK wurde 1963 gegründet. Ihr Ziel ist die Förderung gemeinsamer Interessen des Wissenschaftszweigs. Mitglieder sind Kommunikationswissenschaftler und Kommunikationspraktiker, also in Kommunikations- und Medienforschung, Journalistik und Journalismus, Journalistenausbildung und Public Relations Tätige. Vorsitzender ist seit 2022 der Journalist und Kommunikationswissenschaftler Klaus Meier (Katholische Universität Eichstätt-Ingolstadt).

## Geschichte
Die DGPuK wurde am 29. Oktober 1963 im Institut für Zeitungswissenschaft der Ludwig-Maximilians-Universität München unter dem Namen „Deutsche Gesellschaft für Publizistik- und Zeitungswissenschaft“ gegründet und am 26. März 1965 in das Vereinsregister des Amtsgerichts Bonn eingetragen. Zu den Gründungsmitgliedern zählten unter anderem Emil Dovifat, Fritz Eberhard, Manfred Rühl, Günter Kieslich und Kurt Koszyk. 
Seit 1972 trägt die Fachgesellschaft ihren heutigen Namen. Mit der zunehmenden Expansion des Fachs seit Beginn der 1970er-Jahre wuchs auch die DGPuK. Waren es Ende der 1960er-Jahre noch rund 100 Mitglieder, wuchs ihre Zahl 1979 auf über 200 und 1987 auf über 300 Mitglieder. Derzeit hat die DGPuK 1068 Mitglieder.

## Fachgruppen
Die Fachgruppen treffen sich regelmäßig und veranstalten eigene Tagungen. Derzeit gibt es folgende 19 Fachgruppen:
- Digitale Kommunikation
- Gesundheitskommunikation
- Internationale und interkulturelle Kommunikation
- Journalistik/Journalismusforschung
- Kommunikation und Politik
- Kommunikations- und Medienethik
- Kommunikationsgeschichte
- Medien, Öffentlichkeit und Geschlecht
- Medienökonomie
- Medienpädagogik
- Mediensport und Sportkommunikation
- Mediensprache – Mediendiskurse
- PR und Organisationskommunikation
- Rezeptions- und Wirkungsforschung
- Soziologie der Medienkommunikation
- Visuelle Kommunikation
- Werbekommunikation
- Wissenschaftskommunikation
- Methoden der Publizistik- und Kommunikationswissenschaft

## Publikationen
- Die Publizistik – Vierteljahreshefte für Kommunikationsforschung erscheinen seit 1956 in Verbindung mit der DGPuK.
- Ein Herausgebergremium der DGPuK betreut seit 2013 das E-Journal Studies in Communication|Media.
- Aviso heißt der interne Informationsdienst der DGPuK.
- Die Schriftenreihe der DGPuK umfasst inzwischen mehr als 30 Bände.

## Kongresse
Jährlich veranstaltet die Gesellschaft eine Jahrestagung mit einem Schwerpunktthema. In der Folge erscheint jeweils ein Tagungsband mit den wichtigsten Beiträgen. 
| #   | Jahr | Datum               | Ort                                | Schwerpunktthema | Website |
| --- | ---- | ------------------- | ---------------------------------- | --- | ------- |
| 69. | 2024 | 13. – 15. März      | Erfurt                             | Visionen für ein besseres Leben. Medien und Kommunikation in der Gesellschaft von morgen                                       |         |
| 68. | 2023 | 18. – 20. Mai       | Bremen                             | Automatisierung von Kommunikation und automatisierte Medien: Herausforderungen für die Kommunikations- und Medienwissenschaft  |         |
| 67. | 2022 | 22. – 24. Februar   | Hannover                           | Konferenzlabor – dezentral und digital                                                                                         |         |
| 66. | 2021 | 7. – 9. April       | Zürich (digitale Dreiländertagung) | #Kommunikation #(R)Evolution. Zum Wandel der Kommunikation in der digitalen Gesellschaft                                       |         |
| 65. | 2020 | 10. – 12. März      | München                            | #Medien #Mensch #Gesellschaft. Fragen und Antworten der Kommunikations- und Medienwissenschaft in Zeiten rapiden Medienwandels |         |
| 64. | 2019 | 9. – 11. Mai        | Münster                            | Integration durch Kommunikation in digitalisierten Öffentlichkeiten                                                            |         |
| 63. | 2018 | 9. – 11. Mai        | Mannheim                           | Selbstbestimmung in der digitalen Welt                                                                                         |         |
| 62. | 2017 | 30. März – 1. April | Düsseldorf                         | Vernetzung. Stabilität und Wandel gesellschaftlicher Kommunikation                                                             |         |
| 61. | 2016 | 30. März – 1. April | Leipzig                            | 100 Jahre Kommunikationswissenschaft in Deutschland: von einem Spezialfach zur Integrationsdisziplin                           |         |
|     | 2016 | 30. März            | Leipzig                            | Pre-Conference: „Technische Innovationen – Medieninnovationen?“                                                                |         |
| 60. | 2015 | 13. – 15. Mai       | Darmstadt                          | Verantwortung – Gerechtigkeit – Öffentlichkeit                                                                                 |         |
| 59. | 2014 | 28. – 30. Mai       | Passau                             | Digitale Öffentlichkeit(en) |         |
| 58. | 2013 | 8. – 10. Mai        | Mainz                              | Von der Gutenberg-Galaxis zur Google-Galaxis. Alte und neue Grenzvermessungen nach 50 Jahren DGPuK                             |         |
| 57. | 2012 | 16. – 18. Mai       | Berlin                             | MediaPolis – Kommunikation zwischen Boulevard und Parlament                                                                    |         |
| 56. | 2011 | 1. – 3. Juni        | Dortmund                           | Theoretisch praktisch!? Anwendungsoptionen und gesellschaftliche Relevanz der Kommunikations- und Medienforschung              |         |
| 55. | 2010 | 12. – 14. Mai       | Ilmenau                            | Medieninnovationen. Wie Medienentwicklungen die Kommunikation in der Gesellschaft verändern                                    |         |
| 54. | 2009 | 29. April – 1. Mai  | Bremen                             | Medienkultur im Wandel |         |
| 53. | 2008 | 30. April – 2. Mai  | Lugano                             | Identità e varietà delle scienze della comunicazione – Identität und Vielfalt der Kommunikationswissenschaft                   |         |

## Vorsitzende
| Vorsitzender             | Zeitraum  |
| ------------------------ | --------- |
| Henk Prakke              | 1963–1965 |
| Otto B. Roegele          | 1965–1966 |
| Elisabeth Noelle-Neumann | 1968–1970 |
| Otto B. Roegele          | 1970–1971 |
| Horst Reimann            | 1971–1973 |
| Winfried B. Lerg         | 1973–1975 |
| Jörg Aufermann           | 1975–1976 |
| Wolfgang R. Langenbucher | 1976–1978 |
| Hans Bohrmann            | 1978–1980 |
| Manfred Rühl             | 1980–1982 |
| Hans Mathias Kepplinger  | 1982–1984 |
| Winfried Schulz          | 1984–1986 |
| Jürgen Wilke             | 1986–1989 |
| Wolfgang Hoffmann-Riem   | 1989–1992 |
| Walter Hömberg           | 1992–1995 |
| Günter Bentele           | 1995–1998 |
| Hans-Bernd Brosius       | 1998–2002 |
| Romy Fröhlich            | 2002–2006 |
| Patrick Rössler          | 2006–2008 |
| Ulrike Röttger           | 2008–2010 |
| Klaus-Dieter Altmeppen   | 2010–2013 |
| Oliver Quiring           | 2014–2018 |
| Lars Rinsdorf            | 2018–2022 |
| Klaus Meier              | seit 2022 |